# Сонячне Закарпаття
«Со́нячне Закарпа́ття» — цілорічний санаторій в Україні, найбільший у Закарпатській області. Спеціалізується на лікуванні захворювань органів травлення і порушень обміну речовин. Розташований у Свалявському районі, на межі сіл Поляна та Яківське, на березі річки Пиня, на місці колишнього мисливського будинку графа Шенборна-Бухгейма. Визнана кращою в Європі бальнеологічною гастроентерологічною і кліматолікувальною здравницею.

## Історія
- 1463 р. — перша згадка про Полянське родовище мінеральних вод в угорських королівських грамотах.
- 1796-1815 рр. — досліджено хімічний склад Полянських мінералів вод.
- 1826 р. — відкрита перша водолікарня на курорті Поляна.
- 1842 р. — мінеральна вода курорту визнана кращою в Центральній і Південній Європі.
- 1911 р. — розроблені медичні рекомендації щодо застосування мінеральної води курорту.
- 1965 р. — відкритий санаторій «Сонячне Закарпаття».

## Лікування
Одне з головних багатств Закарпатського краю — його лікувальний клімат. Він формується завдяки з'єднанню різних повітряних потоків — гірського та лісового. Лікування в санаторії «Сонячне Закарпаття»: захворювань органів травлення (рефлюкс-езофагіти, гастрити і гастродуоденіти, хронічний гастрит із секреторною недостатністю у фазі ремісії, виразкова хвороба шлунка та дванадцятипалої кишки, хронічні коліти, хвороби оперованого шлунка), ентероколіти, дискінезії, захворювань печінки і жовчних шляхів (гепатити, холецистити, ангіохоліти, жовчокам'яна хвороба, стан після оперативного втручання на жовчних шляхах), залишкові явища після перенесеного вірусного гепатиту, дискінезія жовчного міхура та жовчних шляхів, хронічного панкреатиту латентного або рецидивуючого, цукрового діабету легкого і середнього ступеня, захворювань сечової системи (сечовий діатез, розчинення каменів, стан після операцій на сечових шляхах без виражених порушень їх прохідності).

## Лікувальна база
Бювет мінеральної води («Поляна Квасова»), водолікарня, клінічна, біохімічна, імунологічна і бактеріологічна лабораторії, рентген-кабінет, кабінети УЗД, гастродуоденоскопії, ректороманоскопії, колоноскопії, ЛФК, озокеритотерапії, ароматерапії, психотерапії, фітотерапії, стоматологічний та косметологічний кабінети. 
Середньомінералізована гідрокарбонатно-натрієва вода багата на бор і фтор.
На початку 2010-х років санаторій приймав до 20 тисяч відпочивальників на рік.

## Нагороди
- 2006 рік — на 59-й сесії Генеральної Асамблеї Всесвітньої Федерації водолікування і кліматолікування (FEMTEC) в Андоррі санаторій «Сонячне Закарпаття» був визнаний кращим лікувально-оздоровчим закладом.